# Vatica odorata
Espèce
Synonymes
- Anisoptera odorata (Griff.) Kurz[1]
- Hopea grandiflora Wall. ex DC[1]
- Sunaptea bantamensis Kurz[1]
- Sunaptea grandiflora Kurz[1]
- Sunaptea odorata Griff.[1]
- Vatica grandiflora Dyer[1]

Statut de conservation UICN

 LC  : Préoccupation mineure
Vatica odorata est une espèce de plantes de la famille des Dipterocarpaceae.

## Liste des sous-espèces
Selon Catalogue of Life (12 avril 2019) :
- sous-espèce Vatica odorata subsp. brevipetiolata
- sous-espèce Vatica odorata subsp. mindanensis
- sous-espèce Vatica odorata subsp. odorata

Selon NCBI (12 avril 2019) :
- sous-espèce Vatica odorata subsp. mindanensis (Foxw.) Ashton, 1967

## Publication originale
- Journal of the Malayan Branch of the Royal Asiatic Society xix: 156. 1941.